# Басташич, Лана
Ла́на Баста́шич (серб. Lana Bastašić; род. 27 августа 1986, Загреб) — боснийская писательница, прозаик и переводчица. Лауреат Премии Европейского союза по литературе (2020).

## Биография
Лана Басташич родилась 27 августа 1986 года в Загребе в сербской семье. В детстве иммигрировала в Словению, а затем в Боснию и Герцеговину. В Университете Баня-Луки изучала английский язык, в Белградском университете получила степень магистра культурологии. После заверешния обучения Лача Басташич отправилась в Прагу, где получила международный сертификат учителя английского языка, а затем отправилась в Барселону, где и проживала в течение многих лет. Там она познакомилась с писателем Борхой Багуней, с которым начала издавать литературный журнал «Carn de cap» (буквально «Мясо головы»). С 2016 года руководила Школой творческого письма Эсколы Блум. Принимала участие в создании проекта по продвижению балканских писателей.
Помимо романа, Лана Басташич писала в самых разных жанрах: новелла, детский рассказ, стих и спектакль. Её дебютный роман «Поймать зайца» (серб. Uhvati zeca) был опубликован в 2018 году в Белграде, а затем переиздан в Сараево. Структура книги черпает вдохновение из сказки Льюиса Кэролла «Алиса в Стране чудес» с темами изгнания, личности и так же разделена на двенадцать глав, как и «Алиса в Стране чудес». Роман был переведен на английский язык самой Басташич и опубликован издательством «Picador» в Великобритании и «Restless Books» в США. В 2021 году «Поймать зайца» был издан и в России издательством «Эксмо». Книга была переведена на 12 языков мира.
В 2020 году получила Премию Европейского союза по литературе и вошла в шорт-лист премии Премии журнала НИН. Рассказы Басташич публиковались также в региональных антологиях и приносили ей такие награды, как Приз за лучший рассказ имени Зии Диздаревич, или Приз жюри литературного фестиваля в Подгорице. Критики указывают влияние Элены Ферранте, Льюиса Кэрролла и Владимира Набокова на литературные работы Ланы Басташич.
В настоящее время проживает в Белграде.

### Сборники рассказов
- Перманентные пигменты (серб. Trajni pigmenti), 2010. ISBN 9788673980522;
- Фейерверк (серб. Vatrometi), 2013;
- Молочные зубы (серб. Mliječni zubi), 2020. ISBN 9789533582986;

### Романы
- Поймать зайца (серб. Uhvati zeca), 2021. ISBN 9781529039610;